# 長南町
長南町（日语：／ Chōnan machi */?）是千葉縣長生郡的一町。往茂原市的通勤率為23.9%（平成22年國勢調査）。

## 地理
位於房總半島的丘陵地中，平地少，地勢起伏大。屬內陸性氣候。町內多高爾夫球場為其特色。

### 鄰接自治體
- 茂原市、市原市
- 長生郡 - 長柄町、睦澤町
- 夷隅郡 - 大多喜町

## 歷史
- 1955年（昭和30年）
  - 2月11日 - 廳南町（日语：庁南町）、西村（日语：西村 (千葉県)）、東村（日语：東村 (千葉県長生郡)）、豐榮村（日语：豊栄村 (千葉県長生郡)）合併成立。
  - 4月1日 - 水上村（日语：水上村 (千葉県)）一部分（深澤、笠森）併入。

## 人口
| 長南町人口分布圖 |                                               |  |
| 長南町與日本全國年齡別人口分布比較圖 （2005年資料） | 長南町的年齡、男女別人口分布圖 （2005年資料） |  |
| ■紫色是長南町 ■綠色是全国 | ■藍色是男性 ■紅色是女性                       |  |
| 長南町人口變化 \| 1970年 \| 11,906人 \| \| \| 1975年 \| 11,662人 \| \| \| 1980年 \| 11,509人 \| \| \| 1985年 \| 11,640人 \| \| \| 1990年 \| 11,482人 \| \| \| 1995年 \| 11,339人 \| \| \| 2000年 \| 10,628人 \| \| \| 2005年 \| 9,824人 \| \| \| 2010年 \| 9,073人 \| \| \| 2015年 \| 8,206人 \| \| \| 2020年 \| 7,198人 \| \| |                                               |  |
| 資料來源：日本總務省統計中心提供之人口普查數據 |                                               |  |
| 1970年 | 11,906人                                      |  |
| 1975年 | 11,662人                                      |  |
| 1980年 | 11,509人                                      |  |
| 1985年 | 11,640人                                      |  |
| 1990年 | 11,482人                                      |  |
| 1995年 | 11,339人                                      |  |
| 2000年 | 10,628人                                      |  |
| 2005年 | 9,824人                                       |  |
| 2010年 | 9,073人                                       |  |
| 2015年 | 8,206人                                       |  |
| 2020年 | 7,198人                                       |  |

## 經濟
- 農業
- 製造業
- 瓦斯事業

## 地域

### 教育

#### 中學校
- 長南町立長南中學校

#### 小學校
- 長南町立長南小學校
- 長南町立豐榮小學校
- 長南町立東小學校
- 長南町立西小學校

## 交通

### 鐵路
町內沒有鐵路。

### 巴士路線

#### 高速巴士
- 東京線（小湊鐵道、京成巴士）

茂原站～長南停車場～市原鶴舞巴士總站⇔東京站八重洲口～東雲車庫（經東京灣跨海公路）
- 羽田機場、橫濱線（小湊鐵道、京濱急行巴士）

茂原站～長南停車場～市原鶴舞巴士總站⇔羽田機場第1候機樓～羽田空港第2候機樓～橫濱站（經東京灣跨海公路）

#### 一般路線巴士
- 小湊鐵道
  - 長南町巡迴巴士（日语：長南町巡回バス）
- HMC東京（日语：HMC東京）

### 道路
- 首都圈中央連絡自動車道（圈央道）
  - 茂原長南交流道
- 國道409號（日语：国道409号）
- 千葉縣道13號市原茂原線（日语：千葉県道13号市原茂原線）
- 千葉縣道27號茂原大多喜線（日语：千葉県道27号茂原大多喜線）
- 千葉縣道147號長柄大多喜線（日语：千葉県道147号長柄大多喜線）
- 千葉縣道148號南總一宮線（日语：千葉県道148号南総一宮線）
- 千葉縣道171號加茂長南線（日语：千葉県道171号加茂長南線）
- 千葉縣道293號茂原環狀線（日语：千葉県道293号茂原環状線）
- 南總廣域農道（日语：南総広域農道）

## 名勝、古蹟、活動
- 熊野清水（日语：熊野の清水）：名水百選
- 笠森寺：坂東三十三箇所三十一號札所

（笠森寺觀音堂與鑄銅唐草文釣燈籠為重要文化財，笠森寺自然林為國家天然紀念物）
- 報恩寺（日语：報恩寺 (長南町)）：木造阿彌陀如來坐像為重要文化財
- 稱念寺（日语：称念寺 (長南町)）：本堂是千葉縣指定有形文化財。
- 白鳥山淨德寺（日语：浄徳寺 (長南町)）：安房上總知縣事役所。
- 長福壽寺（日语：長福寿寺）：天台宗古刹，木造慈惠大師坐像是千葉縣指定有形文化財。
- 廳南城跡：戰國時期上總武田氏居城
- 野見金山（日语：野見金山）（野見金公園）
- 兒童祭in長南（子ども祭りイン長南）
- 紅花祭（べにばな祭り）
- 長南町大花火大會：每年8月17日舉行。
- 長南町町民體育祭
- 枝豆祭
- 長南Festival

## 外部連結
- 長南町 （页面存档备份，存于）